# Championnat d'Auvergne de cross-country
Le Championnat d'Auvergne de cross-country est la compétition annuelle de cross-country désignant le champion de la ligue d'Auvergne de la discipline. Il est qualificatif pour les Interrégionaux Centre-Est de cross-country. Les participants sont issus des départements de l'Allier, du Cantal, de la Haute-Loire et du Puy-de-Dôme.

## Palmarès cross long hommes
- 2002 : Jérome Lepot
- 2003 : Philippe Charasse
- 2004 : Xavier Vincent
- 2005 : Sébastien Bresle
- 2006 : Noureddine Gezzar
- 2007 : Eric Sourdi
- 2008 : Simon Munyutu
- 2009 : James Theuri
- 2010 : Badre Dine Zioni
- 2011 : Badre Dine Zioni
- 2012 : Étienne Diemunsch
- 2013 : James Theuri
- 2014 : Simon Munyutu
- 2015 : Timothée Bommier
- 2016 : Romain Maillard
- 2017 : Jérémy Jolivet
- 2018 : Maxime Bargetto
- 2019 : Maxime Bargetto
- 2020 : Anthony Pontier

## Palmarès cross long femmes
- 2002 : Christelle Cavagna
- 2003 : Christelle Cavagna
- 2004 : Régine Castanheira
- 2005 : Christelle Vedrine
- 2006 : Stéphanie Legoueix
- 2007 : Christelle Vedrine
- 2008 : Christelle Vedrine
- 2009 : Christelle Vedrine
- 2010 : Clémence Calvin
- 2011 : Charline Belledent
- 2012 : Emilie Geneste-Fondard
- 2013 : Martha Komu
- 2014 : Laurie Maleysson
- 2015 : Martha Komu
- 2016 : Martha Komu
- 2017 : Adeline Roche
- 2018 : Anne-Sophie Vittet
- 2019 : Audrey Merle
- 2020 : Anne-Sophie Begon